# Бурканівська сільська рада
Бурка́нівська сільська́ ра́да — адміністративно-територіальна одиниця та орган місцевого самоврядування в Теребовлянському районі Тернопільської області до вересня 2015 року. Адміністративний центр — село Бурканів.

## Загальні відомості
- Бурканівська сільська рада утворена в 1939 році. Ліквідована у вересні 2015 року
- Територія ради: 4,586 км²
- Населення ради: 856 осіб (станом на 2001 рік)
- Територією ради протікає річка Стрипа.

## Населені пункти
Сільській раді були підпорядковані населені пункти:
- с. Бурканів

## Склад ради
Рада складалася з 12 депутатів та голови.
- Голова ради: Сивульська Оксана Зіновіївна

### Керівний склад попередніх скликань
| Прізвище, ім'я, по батькові  | Основні відомості                                                                                                | Дата обрання | Дата звільнення |
| ---------------------------- | --- | ------------ | --------------- |
| Томащук Петро Володимировчи  | Сільський голова, 1952 року народження, член Всеукраїнського об'єднання «Батьківщина»                            | 26.03.2006   | 31.10.2010      |
| Томащук Петро Володимирович  | Сільський голова, 1952 року народження, освіта середня спеціальна, член Всеукраїнського об'єднання «Батьківщина» | 31.10.2010   | 03.03.2014      |
| Сивульська Оксана Зіновіївна | Сільський голова, 1966 року народження, освіта вища, позапартійна                                                | 26.10.2014   |                 |

Примітка: таблиця складена за даними сайту Верховної Ради України

### Депутати
За результатами місцевих виборів 2010 року депутатами ради стали:

#### За суб'єктами висування
| Суб'єкт висування | Кількість обраних депутатів | %   |
| ----------------- | --------------------------- | --- |
| Самовисування     | 12                          | 100 |

#### За округами
| № округу | Прізвище, ім'я, по батькові  | Дата визнання обраним | Освіта             | Партійна приналежність           | Відомості про обраного депутата              |
| -------- | ---------------------------- | --------------------- | ------------------ | -------------------------------- | -------------------------------------------- |
| 1        | Сивульський Богдан Ігорович  | 01.11.2010            | незакінчена вища   | позапартійний                    | Тернопільський комерційний інститут, студент |
| 2        | Сивульська Оксана Зіновіївна | 01.11.2010            | вища               | позапартійна                     | Бурканівська сільська рада, бухгалтер        |
| 3        | Тур Микола Володимирович     | 01.11.2010            | середня            | позапартійний                    | Тернопільський коледж ім. Пулюя, студент     |
| 4        | Пасічняк Руслана Євгенівна   | 01.11.2010            | середня спеціальна | позапартійна                     | тимчасово не працює                          |
| 5        | Кузьменюк Богдан Вікторович  | 01.11.2010            | незакінчена вища   | позапартійний                    | Гайворонська загальноосвітня школа, вчитель  |
| 6        | Дудар Надія Євгенівна        | 01.11.2010            | вища               | член Української Народної Партії | РЦСЕС ДМ, спеціаліст                         |
| 7        | Татарчук Андрій Романович    | 01.11.2010            | середня спеціальна | позапартійний                    | тимчасово не працює                          |
| 8        | Бабій Роман Мирславович      | 01.11.2010            | середня            | позапартійний                    | тимчасово не працює                          |
| 9        | Тимкевич Ірина Олегівна      | 01.11.2010            | вища               | позапартійна                     | Бурканівська сільська рада, секретар         |
| 10       | Вівсяний Ігор Володимирович  | 01.11.2010            | середня            | позапартійний                    | Тернопільський галицький коледж, студент     |
| 11       | Швед Леся Ярославівна        | 01.11.2010            | вища               | член Партії «Справедливість»     | Училище № 4 м. Тернопіль, викладач           |
| 12       | Вівсяна Ольга Ігорівна       | 01.11.2010            | вища               | позапартійна                     | Бурканівська загальноосвітня школа, вчитель  |